# Mountainbike-Orienteering-Weltmeisterschaften
Die Mountainbike-Orienteering-Weltmeisterschaften (MBO-, MTBO- oder Bike-O-Weltmeisterschaften, engl. World MTB Orienteering Championships) werden vom Orientierungslauf-Weltverband (IOF) seit 2002 ausgetragen. Sie finden seit 2004 jährlich statt.
Das Wettkampfprogramm sieht, angelehnt an Weltmeisterschaften in anderen Orientierungslauf-Sportarten, drei Einzeldisziplinen (Sprint und Langdistanz sowie seit 2004 auch eine Mitteldistanz) und einen Staffelwettbewerb vor.
Das offizielle Weltmeisterschafts-Programm sieht demnach wie folgt aus:
- Sprint,
- Mittel,
- Lang,
- Staffel.

## Austragungsorte
| Nr. | Jahr | Datum                | Austragungsland | Austragungsort       |
| --- | ---- | -------------------- | --------------- | -------------------- |
| 1   | 2002 | 1. bis 6. Juli       | Frankreich      | Fontainebleau        |
| 2   | 2004 | 19. bis 23. Juli     | Australien      | Ballarat             |
| 3   | 2005 | 5. bis 11. September | Slowakei        | Banska Bystrica      |
| 4   | 2006 | 9. bis 13. Juli      | Finnland        | Joensuu              |
| 5   | 2007 | 5. bis 12. August    | Tschechien      | Nové Město na Moravě |
| 6   | 2008 | 24. bis 31. August   | Polen           | Ostróda              |
| 7   | 2009 | 9. bis 16. August    | Israel          | Ben Shemen           |
| 8   | 2010 | 11. bis 17. Juli     | Portugal        | Montalegre           |
| 9   | 2011 | 20. bis 28. August   | Italien         | Vicenza              |
| 10  | 2012 | 20. bis 25. August   | Ungarn          | Veszprém             |
| 11  | 2013 | 26. bis 31. August   | Estland         | Rakvere              |
| 12  | 2014 | 24. bis 31. August   | Polen           | Białystok            |
| 13  | 2015 | 14. bis 23. August   | Tschechien      | Liberec              |
| 14  | 2016 | 24. bis 30. Juli     | Portugal        | Aveiro/Coimbra       |
| 15  | 2017 |                      |                 |                      |
| 16  | 2018 |                      |                 |                      |
| 17  | 2019 |                      |                 |                      |
| 18  | 2021 |                      |                 |                      |
| 19  | 2022 |                      |                 |                      |
| 20  | 2023 |                      |                 |                      |

## Lang

### Herren
| Jahr | Gold            | Silber                 | Bronze                 | Anmerkungen            |
| ---- | --------------- | ---------------------- | ---------------------- | ---------------------- |
| 2002 | Jussi Mäkilä    | Jérémie Gillmann       | Alain Berger           |                        |
| 2004 | Alain Berger    | Mika Tervala           | Adrian Jackson         |                        |
| 2005 | Ruslan Grizan   | Wiktor Kortschagin     | Adrian Jackson         |                        |
| 2006 | Mika Tervala    | Ruslan Grizan          | Matti Keskinarkaus     |                        |
| 2007 | Ruslan Grizan   | Lasse Brun Pedersen    | Jaroslav Rygl          |                        |
| 2008 | Ruslan Grizan   | Torbjørn Gasbjerg      | Beat Okle              |                        |
| 2009 | Adrian Jackson  | Ruslan Grizan          | Matthieu Barthelemy    |                        |
| 2010 | Anton Foliforow | Adrian Jackson         | Erik Skovgaard Knudsen |                        |
| 2011 | Samuli Saarela  | Erik Skovgaard Knudsen | Ruslan Grizan          |                        |
| 2012 | Ruslan Grizan   | Juho Saarinen          | Samuel Pökälä          |                        |
| 2013 | Kryštof Bogar   | Samuli Saarela         | Anton Foliforow        | 34,9 km, 405 Hm, 32 P. |
| 2014 | Anton Foliforow | Baptiste Fuchs         | Jiří Hradil            |                        |

### Damen
| Jahr | Gold                | Silber           | Bronze              | Anmerkungen            |
| ---- | ------------------- | ---------------- | ------------------- | ---------------------- |
| 2002 | Päivi Tommola       | Emily Viner      | Antje Bornhak       |                        |
| 2004 | Anke Dannowski      | Päivi Tommola    | Antje Bornhak       |                        |
| 2005 | Päivi Tommola       | Antje Bornhak    | Anke Dannowski      |                        |
| 2006 | Christine Schaffner | Xenia Tschernych | Ingrid Stengård     |                        |
| 2007 | Michaela Gigon      | Xenia Tschernych | Christine Schaffner |                        |
| 2008 | Christine Schaffner | Marika Hara      | Line Pedersen       |                        |
| 2009 | Christine Schaffner | Sonja Zinkl      | Hana Bajtošova      |                        |
| 2010 | Christine Schaffner | Xenia Tschernych | Marika Hara         |                        |
| 2011 | Rikke Kornvig       | Ingrid Stengård  | Laura Scaravonati   |                        |
| 2012 | Susanna Laurila     | Xenia Tschernych | Marika Hara         |                        |
| 2013 | Marika Hara         | Susanna Laurila  | Cecilia Thomasson   | 26,0 km, 265 Hm, 27 P. |
| 2014 | Olga Winogradowa    | Swetlana Repina  | Camilla Søgaard     |                        |

## Mittel

### Herren
| Jahr | Gold              | Silber           | Bronze                    | Anmerkungen                |
| ---- | ----------------- | ---------------- | ------------------------- | -------------------------- |
| 2004 | Adrian Jackson    | Alain Berger     | Wiktor Kortschagin        |                            |
| 2005 | Ruslan Grizan     | Jaroslav Rygl    | Mika Tervala              |                            |
| 2006 | Tuomo Tompuri     | Mika Tervala     | Ruslan Grizan             |                            |
| 2007 | Mika Tervala      | Jérémie Gillmann | Lubomír Tomecek           |                            |
| 2008 | Adrian Jackson    | Søren Strunge    | Lubomír Tomecek           |                            |
| 2009 | Torbjørn Gasbjerg | Jiri Hradil      | Lasse Brun Pedersen       | 20,4 km, 355 Hm, 19 Posten |
| 2010 | Samuli Saarela    | Adrian Jackson   | Luca Dallavalle           |                            |
| 2011 | Samuli Saarela    | Ruslan Grizan    | Tobias Breitschädel       | 19,1 km, 450 Hm            |
| 2012 | Samuli Saarela    | Anton Foliforow  | Samuel Pökälä Jan Svoboda |                            |
| 2013 | Tõnis Erm         | Anton Foliforow  | Samuli Saarela            | 11,4 km, 290 Hm, 24 P.     |
| 2014 | Ruslan Grizan     | Jiří Hradil      | Anton Foliforow           | 13,3 km, 26 P.             |

### Damen
| Jahr | Gold              | Silber                       | Bronze              | Anmerkungen                |
| ---- | ----------------- | ---------------------------- | ------------------- | -------------------------- |
| 2004 | Michaela Gigon    | Laure Coupat Belinda Allison |                     |                            |
| 2005 | Michaela Gigon    | Christine Schaffner          | Ramunė Arlauskienė  |                            |
| 2006 | Michaela Gigon    | Hana Bajtošova               | Ingrid Stengård     |                            |
| 2007 | Xenia Tschernych  | Hana Bajtošova               | Markéta Jirásková   |                            |
| 2008 | Xenia Tschernych  | Michaela Gigon               | Päivi Tommola       |                            |
| 2009 | Marika Hara       | Michaela Gigon               | Christine Schaffner | 15,6 km, 225 Hm, 15 Posten |
| 2010 | Michaela Gigon    | Rikke Kornvig                | Marika Hara         |                            |
| 2011 | Michaela Gigon    | Anna Kaminska                | Rikke Kornvig       | 16,4 km, 390 Hm            |
| 2012 | Ursina Jäggi      | Ingrid Stengård              | Nina Hoffmann       |                            |
| 2013 | Marika Hara       | Emily Benham                 | Susanna Laurila     | 8,7 km, 200 Hm, 18 P.      |
| 2014 | Cecilia Thomasson | Emily Benham                 | Marika Hara         | 10,4 km, 20 P.             |

## Sprint

### Herren
| Jahr | Gold                              | Silber              | Bronze                 | Anmerkungen          |
| ---- | --------------------------------- | ------------------- | ---------------------- | -------------------- |
| 2002 | Mika Tervala                      | Alain Berger        | Jérémie Gillmann       |                      |
| 2007 | Torbjørn Gasbjerg                 | Jérémie Gillmann    | Anton Foliforow        |                      |
| 2008 | Lasse Brun Pedersen               | Jiri Hradil         | Tõnis Erm              |                      |
| 2009 | Adrian Jackson                    | Lasse Brun Pedersen | Ruslan Grizan          |                      |
| 2010 | Adrian Jackson                    | Tõnis Erm           | Anton Foliforow        |                      |
| 2011 | Anton Foliforow                   | Jiři Hradil         | Erik Skovgaard Knudsen |                      |
| 2012 | Tobias Breitschädel               | Marek Pospíšek      | Ruslan Grizan          |                      |
| 2013 | Tõnis Erm                         | Lauri Malsroos      | Kryštof Bogar          | 6,1 km, 55 Hm, 22 P. |
| 2014 | Hans Jørgen Kvåle Anton Foliforow |                     | Grigori Medwedew       | 5,7 km, 31 P.        |

### Damen
| Jahr | Gold                | Silber              | Bronze            | Anmerkungen          |
| ---- | ------------------- | ------------------- | ----------------- | -------------------- |
| 2002 | Laure Coupat        | Mervi Väisänen      | Antje Bornhak     |                      |
| 2007 | Xenia Tschernych    | Michaela Gigon      | Hana Bajtošova    |                      |
| 2008 | Hana Bajtošova      | Michaela Gigon      | Martina Tichovská |                      |
| 2009 | Hana Bajtošova      | Marika Hara         | Michaela Gigon    |                      |
| 2010 | Anna Kaminska       | Christine Schaffner | Martina Tichovská |                      |
| 2011 | Gaelle Barlet       | Marika Hara         | Michaela Gigon    |                      |
| 2012 | Christine Schaffner | Emily Benham        | Anna Kaminska     |                      |
| 2013 | Cecilia Thomasson   | Eeva-Liisa Hakala   | Tatjana Repina    | 5,7 km, 50 Hm, 21 P. |
| 2014 | Marika Hara         | Tatjana Repina      | Emily Benham      | 4,9 km, 29 P.        |

## Staffel

### Herren
| Jahr | Gold                                                                | Silber                                                              | Bronze                                                                 |
| ---- | ------------------------------------------------------------------- | ------------------------------------------------------------------- | ---------------------------------------------------------------------- |
| 2002 | Frankreich Sébastien Sxay Joel Poirette Olivier Pralus              | Tschechien Petr Strejcek Radovan Mach Jaroslav Rygl                 | Finnland Raino Pesu Jussi Mäkilä Mika Tervala                          |
| 2004 | Finnland Timo Sarkkinen Jussi Mäkilä Mika Tervala                   | Tschechien Radek Tichacek Jaroslav Rygl Lubomir Tomecek             | Australien Alex Randall Tom Walter Adrian Jackson                      |
| 2005 | Finnland Timo Sarkkinen Mika Tervala Jussi Mäkilä                   | Frankreich Matthieu Barthelem Stéphane Toussaint Jérémie Gillmann   | Schweiz Beat Schaffner Simon Seger Rémy Jabas                          |
| 2006 | Finnland Jussi Mäkilä Mika Tervala Tuomo Tompuri                    | Russland Wiktor Kortschagin Maxim Tschurkin Ruslan Grizan           | Schweiz Beat Schaffner Beat Okle Simon Seger                           |
| 2007 | Frankreich Stéphane Toussaint Matthieu Barthelemy Jérémie Gillmann  | Tschechien Martin Ševcík Jaroslav Rygl Lubomir Tomecek              | Dänemark Lasse Brun Pedersen Torbjørn Gasbjerg Søren Strunge           |
| 2008 | Dänemark Lasse Brun Pedersen Torbjørn Gasbjerg Søren Strunge        | Russland Ruslan Grizan Maxim Tschurkin Anton Foliforow              | Tschechien Martin Ševcík Jaroslav Rygl Lubomir Tomecek                 |
| 2009 | Russland Maxim Tschurkin Ruslan Grizan Anton Foliforow              | Tschechien Radek Laciga Jiri Hradil Lubomir Tomecek                 | Finnland Tuukka Turkka Samuli Saarela Juho Saarinen                    |
| 2010 | Russland Ruslan Grizan Waleri Gluchow Anton Foliforow               | Dänemark Bjarke Refslund Erik Skovgaard Knudsen Lasse Brun Pedersen | Tschechien Radek Laciga Jan Lauerman Marek Pospíšek                    |
| 2011 | Dänemark Bjarke Refslund Lasse Brun Pedersen Erik Skovgaard Knudsen | Tschechien Radek Laciga Jiři Hradil Marek Pospíšek                  | Finnland Jussi Laurila Pekka Niemi Samuli Saarela                      |
| 2012 | Finnland Pekka Niemi Samuli Saarela Jussi Laurila                   | Russland Waleri Gluchow Ruslan Grizan Anton Foliforow               | Österreich Bernhard Schachinger Kevin Haselsberger Tobias Breitschädel |
| 2013 | Tschechien František Bogar Jan Svoboda Kryštof Bogar                | Finnland Pekka Niemi Samuli Saarela Jussi Laurila                   | Estland Lauri Malsroos Margus Hallik Tõnis Erm                         |
| 2014 | Estland Lauri Malsroos Margus Hallik Tõnis Erm                      | Finnland Tuomo Lahtinen Samuli Saarela Juuso Jutila                 | Frankreich Baptiste Fuchs Clément Souvray Cedric Beill                 |

### Damen
| Jahr | Gold                                                            | Silber                                                           | Bronze                                                           |
| ---- | --------------------------------------------------------------- | ---------------------------------------------------------------- | ---------------------------------------------------------------- |
| 2002 | Finnland Kirsi Korhonen Päivi Tommola Mervi Väisänen            | Frankreich Laure Coupat Magali Coupat Caroline Finance           | Tschechien Hana Ryglova Markéta Jakoubová Marie Hrdinova         |
| 2004 | Finnland Maija Lång Kirsi Korhonen Päivi Tommola                | Österreich Nicole Senft Sonja Zinkl Michaela Gigon               | Australien Mary Fien Carolyn Jackson Anna Sheldon                |
| 2005 | Deutschland Anke Dannowski Gerit Pfuhl Antje Bornhak            | Tschechien Michaela Lacigová Markéta Jakoubová Hana La Carbonara | Frankreich Caroline Finance Madeleine Kammerer Aurélie Ballot    |
| 2006 | Russland Nadja Mikrukowa Anna Ustinowa Xenia Tschernych         | Finnland Maija Lång Ingrid Stengård Päivi Tommola                | Tschechien Michaela Lacigová Markéta Jakoubová Hana La Carbonara |
| 2007 | Finnland Taija Jäppinen Ingrid Stengård Päivi Tommola           | Russland Anna Ustinowa Nadja Mikrukowa Xenia Tschernych          | Österreich Elisabeth Hohenwarter Sonja Zinkl Michaela Gigon      |
| 2008 | Finnland Maija Lång Marika Hara Ingrid Stengård                 | Russland Anna Worobijowa Nadja Mikrukowa Xenia Tschernych        | Österreich Elisabeth Hohenwarter Sonja Zinkl Michaela Gigon      |
| 2009 | Österreich Elisabeth Hohenwarter Sonja Zinkl Michaela Gigon     | Schweiz Maja Rothweiler Ursina Jäggi Christine Schaffner         | Russland Nadja Mikrukowa Tatjana Repina Xenia Tschernych         |
| 2010 | Dänemark Ann-Dorthe Lisbygd Line Brun Stallknecht Rikke Kornvig | Finnland Kaisa Pirkonen Ingrid Stengård Marika Hara              | Tschechien Barbora Chudíková Hana La Carbonara Martina Tichovská |
| 2011 | Schweiz Maja Rothweiler Ursina Jäggi Christine Schaffner        | Litauen Karolina Mickeviciute Asta Šimkoniene Ramunė Arlauskienė | Slowakei Daniela Trnovcová Stanislava Fajtová Hana Bajtosova     |
| 2012 | Finnland Marika Hara Ingrid Stengård Susanna Laurila            | Schweiz Maja Rothweiler Ursina Jäggi Christine Schaffner         | Slowakei Daniela Trnovcová Stanislava Fajtová Hana Garde         |
| 2013 | Finnland Ingrid Stengård Susanna Laurila Marika Hara            | Dänemark Ann-Dorthe Lisbygd Nina Hoffmann Camilla Søgaard        | Schweiz Maja Rothweiler Claudia Hünig Ursina Jäggi               |
| 2014 | Russland Tatjana Repina Olga Winogradowa Swetlana Powerina      | Finnland Eeva-Liisa Hakala Susanna Laurila Marika Hara           | Tschechien Naděžda Skácelová Martina Tichovská Renata Paulicková |